# Ficțiune de mister

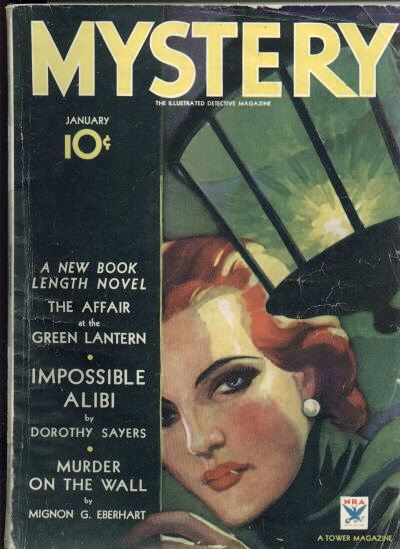
Mystery, coperta revistei de ficțiune de mister din 1934

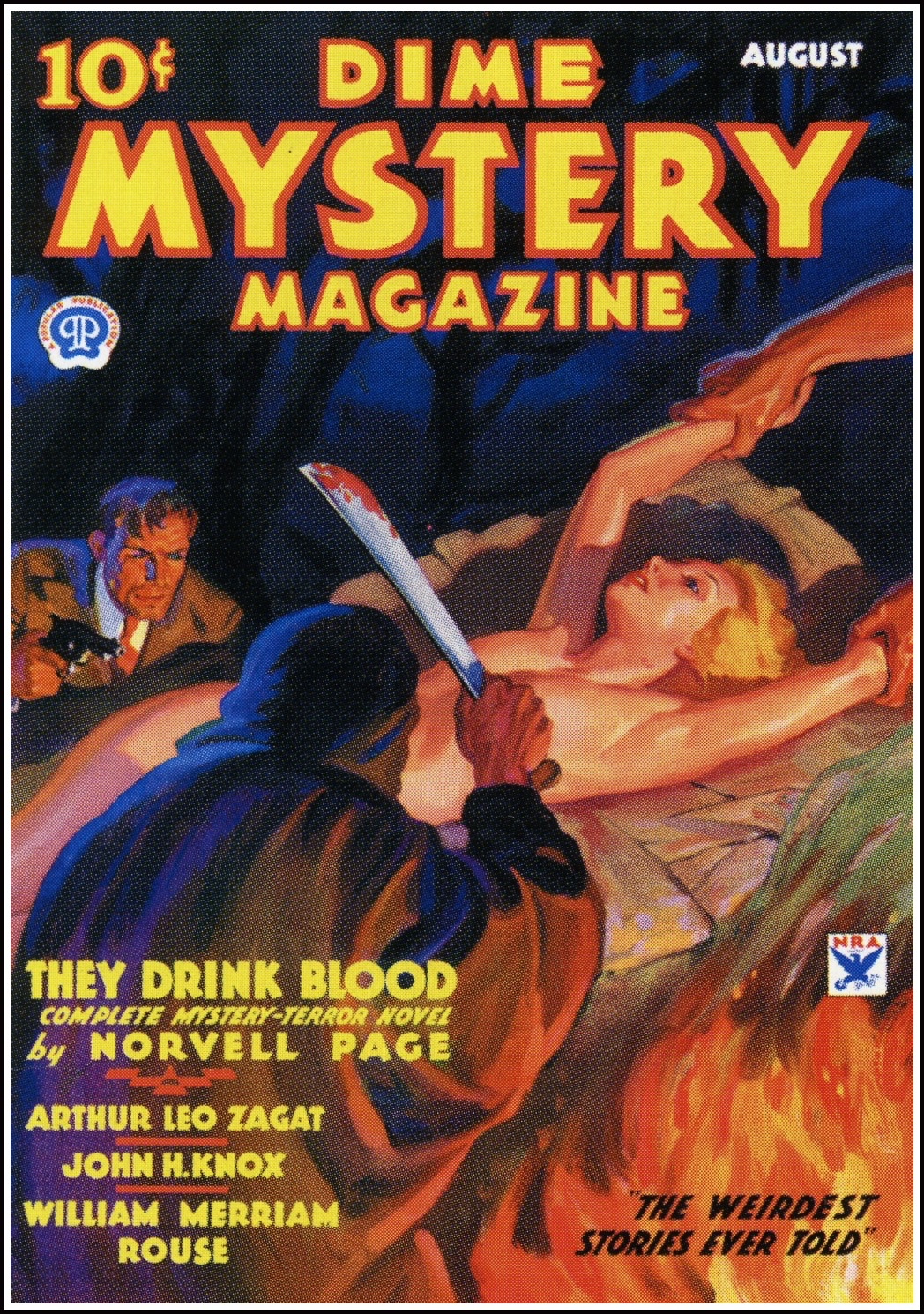
Dime Mystery, coperta revistei de ficțiune de mister supranatural din august 1934

Ficțiunea de mister este un gen al ficțiunii care implică de obicei o moarte misterioasă sau o crimă care trebuie rezolvată. Adesea descrie un cerc închis de suspecți, fiecare suspect are, de obicei, un motiv credibil și o oportunitate rezonabilă pentru săvârșirea infracțiunii. Personajul central al ficțiunii de mister este adesea un detectiv care în cele din urmă rezolvă misterul prin deducerea logică bazată pe faptele prezentate cititorului. Câteodată cărțile de mister nu sunt fictive ci sunt bazate (uneori vag) pe evenimente reale. "Ficțiunea de mister" include povestiri cu detectivi în care accentul se pune pe elementul puzzle sau suspans și pe soluția sa logică.  
Ficțiunea de mister poate implica un mister supranatural în care soluția nu trebuie să fie logică și chiar povestirile în care nu există nicio infracțiune. Această variantă care implică un mister supranatural a fost folosită în revistele pulp din anii 1930 și 1940, unde titluri de reviste cum ar fi Dime Mystery, Thrilling Mystery și Spicy Mystery au oferit ceea ce la vremea respectivă a fost descris ca povestiri weird menace - horror supranatural.  Prima folosire a "misterului" în acest sens a fost făcută de Dime Mystery, care a început ca o revistă cu povestiri cu crime obișnuite, dar a trecut la "crime ciudate supranaturale" în ultima parte a anului 1933.

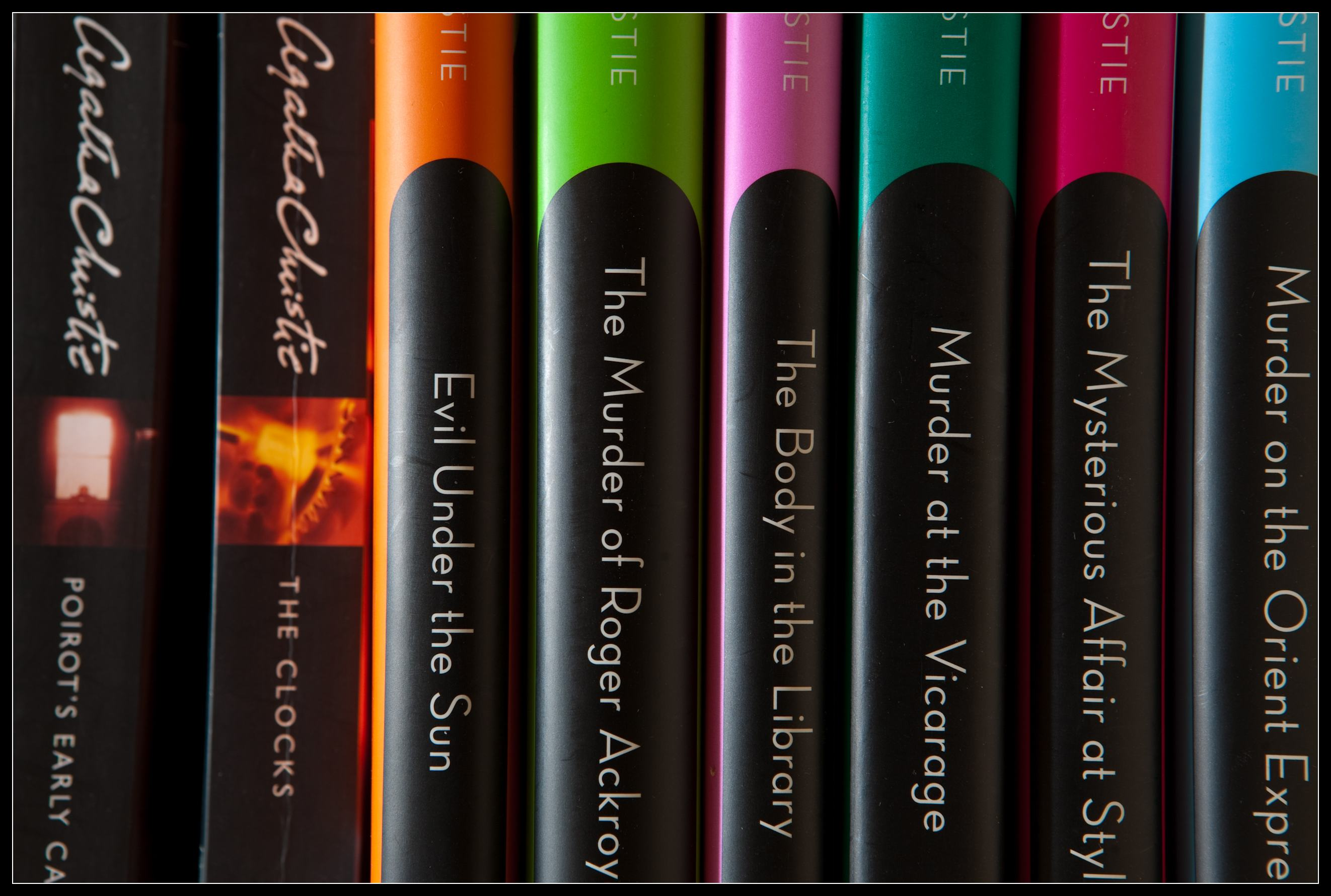
Romane de Agatha Christie

O lucrare timpurie modernă de ficțiune de mister, Das Fräulein von Scuderi de E.T.A. Hoffmann (1819), a influențat Crimele din Rue Morgue de Edgar Allan Poe (1841), ca și (probabil) scrierea lui Voltaire, Zadig. Romanul epistolar al lui Wilkie Collins, The Woman in White, a fost publicat în 1860, în timp ce The Moonstone (1868) este adesea considerat a fi capodopera lui. În 1887, Arthur Conan Doyle l-a prezentat publicului cititor pe Sherlock Holmes, despre care se spune că este responsabil în totalitate pentru popularitatea imensă a acestui gen de ficțiune. Genul a început să se extindă în apropierea secolului al XX-lea, odată cu dezvoltarea unor romanelor foileton și a  revistelor de literatură de consum. Cărțile au fost deosebit de utile genului, cu mulți autori scriind ficțiune de mister în anii 1920. O contribuție importantă la ficțiunea de mister din anii 1920 a fost dezvoltarea ficțiunii juvenile de mister de către de Edward Stratemeyer.  Anii 1920 au dat naștere la unul dintre cei mai cunoscuți autori de mister din toate timpurile, Agatha Christie, printre ale cărei lucrări se numără Crima din Orient Express (1934), Moarte pe Nil (1937) și misterul cel mai bine vândut din lume Zece negri mititei (1939). 
Popularitatea masivă a revistelor pulp în anii 1930 și 1940 a crescut interesul pentru ficțiunea de mister. Publicațiile pulp au scăzut ca popularitate în anii 1950, odată cu dezvoltarea televiziunii, astfel încât numeroasele titluri disponibile au fost reduse la două astăzi: Alfred Hitchcock's Mystery Magazine și Ellery Queen's Mystery Magazine.  